# Josh Hartnett
Josh Hartnett (Saint Paul, Minnesota, 21 de juliol de 1978) és un actor de cinema estatunidenc, protagonista de grans èxits com La Dàlia Negra, El cas Slevin o Pearl Harbor.

## Biografia
Fill de pares divorciats, va viure al costat del seu pare Daniel i el seu madrastra Molly. La seva mare va tornar a San Francisco després de la separació. Té tres germans menors: Jessica, Jake i Joel. Va viure tota la seva infantesa a la localitat de Saint Paul, a Minnesota. Allà va estudiar en el col·legi catòlic "Nativity of Our Lord Catholic Grade School", on va actuar com a Huckleberry Finn en una producció en el seu vuitè grau. Es va graduar en l'institut de Minneapolis, on va tenir de companya de curs a la també actriu Rachel Leigh Cook, i va realitzar els seus estudis terciaris a Nova York, on va estudiar interpretació.
Quan cursava l'institut, Josh era una de les estrelles de l'equip de Futbol americà, però una lesió al seu genoll l'allunyà de l'esport i el portà a inclinar-se pel teatre. L'ara directora teatral Ellen Fenster va ser la seva xicota de l'adolescència. Va tenir un romanç amb Scarlett Johansson, encara que van trencar. Es va dir que la causa de la seva ruptura fou el petó que li va fer a la model brasilera Gisele Bündchen durant una festa. Se l'ha relacionat amb Sienna Miller amb qui va tenir un breu romanç, i amb Penélope Cruz. Actualment es diu que manté una relació amb la cantant de R&B Rihanna.
Josh va fer les seves primeres aparicions en diversos anuncis publicitaris, però els seus passos importants els va fer en la sèrie televisiva Cracker, on va aparèixer en un capítol doble. El seu debut cinematogràfic va ser el 1997 a la pel·lícula Debutant, però la seva qualitat artística va començar a entreveure's en èxits com Halloween H20: 20 Years Later i Les verges suïcides, on va compartir escenari amb Kirsten Dunst. Però la que sens dubte li va fer el gran salt a la fama va ser la superproducció Pearl Harbor, en la qual va interpretar el Capità Danny Walker. Recentment va protagonitzar el thriler Lucky Number Slevin (El cas Slevin) al costat de Bruce Willis, Morgan Freeman i Ben Kingsley. Va protagonitzar el thriller criminal La dàlia negra, dirigida per Brian De Palma, basada en el súper-vendes de James Ellroy, el drama Resurrecting the Champ (2007), la pel·lícula de terror de vampirs basada en novel·les gràfiques 30 dies de foscor (2007) i el thriller atmosfèric neo-noir I Come with the Rain (2009). Del 2014 al 2016, va protagonitzar Ethan Chandler a la sèrie de televisió de terror Penny Dreadful.

## Filmografia

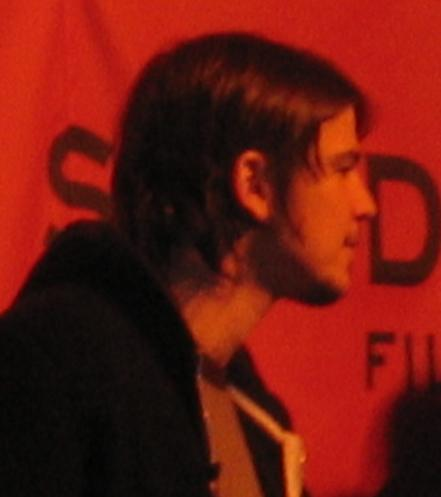
Josh Harnett

- Cracker (Sèrie de TV, 1997-1999) - Personatge: Michael Fitzgerald
- The Faculty (1998) - Personatge: Zeke Tyler
- Debutant (1998) - Personatge: Bill
- Halloween H20: 20 Years Later (1998) - Personatge: John Tate
- The Virgin Suicides (1999) - Personatge: Trip Fontaine
- Here on Earth (2000) - Personatge: Jasper Arnold
- Black Hawk Down (2001) - Personatge: Sergent Matt Eversmann
- O (2001) - Personatge: Hugo Goulding
- Pearl Harbor (2001) - Personatge: Capt. Danny Walker
- Town & Country (2001) - Personatge: Tom Stoddard
- Blow Dry (Èxit pels cabells, 2001) - Personatge: Brian Allen
- Member (2001) - Personatge: Gianni
- The Same (2001) - Personatge: The Neighbor
- 40 Days and 40 Nights (2002) - Personatge: Matt Sullivan
- Hollywood Homicide (2003) - Personatge: Detectiu K.C. Calden
- Obsessió (2004) - Personatge: Matthew
- Mozart and the Whale (2005) - Personatge: Donald Morton
- Sin City (2005) - Personatge: The Man
- La dàlia negra - Ofcr. Dwight 'Bucky' Bleichert
- El cas Slevin (2006) - Personatge: Slevin
- 30 dies de foscor (2007) - Personatge: Xèrif Eben
- Resurrecting the Champ (2007) - Personatge: Erik kernan
- August  (2008) - Personatge: Tom Sterling
- I Come with the Rain (2009) - Personatge: Kline
- Bunraku (2010) - Personatge: The Drifter
- Stuck Between Stations (2011) - Personatge: Paddy
- Girl Walks Into a Bar (2011) - Personatge: Sam Salazar
- Singularity (2013) - James Stewart / Jay Fennel
- Parts per Billion (2014) - Len
- Penny Dreadful (Sèrie de TV) (2014–2016) - Ethan Chandler / Lawrence Talbot / the Wolfman
- Wild Horses (2015) - KC Briggs
- Oh Lucy! (2017) - John Woodruff
- The Ottoman Lieutenant -	Jude
- 6 Below: Miracle on the Mountain (2017) - Eric LeMarque 	Also producer
- She's Missing (2019) - Ren
- Inherit the Viper (2020) - Kip Riley
- Target Number One (2020) - Victor Malarek
- Valley of the Gods (2020) - John Ecas
- Wrath of Man (2021) - Dave "Boy Sweat" Hancock
- Ida Red (2021) - Wyatt Walker
- Operation Fortune: Ruse de Guerre (2023) - Danny Francesco
- Die Hart: The Movie (2023) - Eric Appel